# Площі Севастополя
Нині в Севастополі налічується 17 площ.

## Площі Севастополя
| Назва                       | Мапа | Координати                                                                      | Короткі відомості | Зображення            |
| 1-го Травня                 |      | 44°30′4.7″ пн. ш. 33°35′59.61″ сх. д. / 44.501306° пн. ш. 33.5998917° сх. д.    | Розташована в Балаклаві, приблизно посередині вулиці Калича. Центр історичної частини Балаклави. Звідси починається набережна Назукіна. |                       |
| 300-річчя Російського Флоту |      | 44°36′48″ пн. ш. 33°31′6″ сх. д. / 44.61333° пн. ш. 33.51833° сх. д.            | Розташована в Ленінському районі біля Артилерійської бухти. Назву отримала 25 квітня 1996 року. |                       |
| 40-річчя Жовтня             |      | 44°31′00″ пн. ш. 33°35′40″ сх. д. / 44.516545° пн. ш. 33.594486° сх. д.         | Розташована в Балаклаві. |                       |
| 50-річчя СРСР               |      | 44°35′56.94″ пн. ш. 33°29′22.65″ сх. д. / 44.5991500° пн. ш. 33.4896250° сх. д. | Розташована в Гагарінському районі, на перетині вулиць Єрошенка, Вакуленчука і проспекту Гагаріна. Названа з нагоди 50-річчя СРСР у 1972 році. |                       |
| Захарова                    |      | 44°37′39.05″ пн. ш. 33°32′10.5″ сх. д. / 44.6275139° пн. ш. 33.536250° сх. д.   | Розташована в Нахімовському районі Севастополя, на Північній стороні, біля вершини Північної бухти, у Сухій (Перевозній) балці. Названа на честь Георгія Федоровича Захарова, командувача 2-ї гвардійської армії, що звільняла Севастополь у 1944 році з півночі.                                                                        | Площа Захарова        |
| Площа Корабела Бутоми       |      | 44°37′59.66″ пн. ш. 33°32′28.19″ сх. д. / 44.6332389° пн. ш. 33.5411639° сх. д. | Розташована в Нахімовському районі Севастополя, на Корабельній стороні. |                       |
| Кролевецького               |      | 44°37′59.66″ пн. ш. 33°32′28.19″ сх. д. / 44.6332389° пн. ш. 33.5411639° сх. д. | Розташована в Нахімовському районі Севастополя, на Північній стороні, у верхній частині вулиці Леваневського (біля кінотеатру «Моряк»). 5 травня 1975 року названа ім'ям Павла Кролевецького — учасника оборони Севастополя 1941—1942 років.                                                                                             |                       |
| Лазарєва                    |      | 44°36′41.34″ пн. ш. 33°31′12.07″ сх. д. / 44.6114833° пн. ш. 33.5200194° сх. д. | Розташована в Ленінському районі Севастополя, на перетині проспекту Нахімова та вулиць Великої Морської та Генерала Петрова. 1993 року названа на честь Михайла Лазарєва — російського ученого-мореплавця і військово-морського діяча.                                                                                                   | Площа Лазарєва        |
| Ластова                     |      | 44°36′47.84″ пн. ш. 33°32′24.39″ сх. д. / 44.6132889° пн. ш. 33.5401083° сх. д. | Розташована в Нахімовському районі Севастополя. Після Другої світової війни названа на честь ластового екіпажу № 4 Чорноморського флоту, який відзначився під час оборони Севастополя 1854—1855 років. | Площа Ластова         |
| Леніна                      |      | 44°36′41.75″ пн. ш. 33°31′23.84″ сх. д. / 44.6115972° пн. ш. 33.5232889° сх. д. | Площа на Центральному пагорбі. Утворилася в другій половині XIX століття. Після спорудження Володимирського собору площу іменували Володимирською, потім — Нагірною. 22 грудня 1954 року, за деякими даними, її перейменували на площу Перемоги. Але 2 листопада 1957 по зі сусідству з Володимирським собором відкрили монумент Леніну. |                       |
| Нахімова                    |      | 44°36′59.54″ пн. ш. 33°31′30.5″ сх. д. / 44.6165389° пн. ш. 33.525139° сх. д.   | Розташована в Ленінському районі Севастополя, від неї починаються Приморський і Матроський бульвари, проспект Нахімова і вулиця Леніна. Названа на честь адмірала Павла Нахімова. | Площа Нахімова        |
| Неустроєва                  |      | 44°35′43.8″ пн. ш. 33°27′6.51″ сх. д. / 44.595500° пн. ш. 33.4518083° сх. д.    | Розташована в Гагарінському районі, на перетині проспектів Жовтневої Революції та Героїв Сталінграда. Площу назвали 14 березня 2002 року, за пропозицією топонімічної комісії міста, на честь Героя Радянського Союзу Степана Неустроєва.                                                                                                |                       |
| Пирогова                    |      | 44°35′52.05″ пн. ш. 33°30′59.98″ сх. д. / 44.5977917° пн. ш. 33.5166611° сх. д. | Розташована в Ленінському районі, на перетині вулиць Пирогова, Шварца і Льва Толстого. З 22 грудня 1954 року носить ім'я Пирогова — видатного вченого, хірурга, учасника оборони Севастополя 1854—1855 років. |                       |
| Повсталих                   |      | 44°36′5.97″ пн. ш. 33°30′51.99″ сх. д. / 44.6016583° пн. ш. 33.5144417° сх. д.  | Розташована в Ленінському районі, між вулицями Адмірала Октябрьського та 5-ю Бастіонною. Площа Повсталих виникла у зв'язку з реконструкцією колишньої вулиці Повсталих (нині Адмірала Октябрьського) і отримала найменування 1 листопада 1958 року.                                                                                      | Площа Повсталих       |
| Рев'якіна                   |      | 44°35′44.67″ пн. ш. 33°31′54.57″ сх. д. / 44.5957417° пн. ш. 33.5318250° сх. д. | Розташована в Нахімовському районі, на перетині вулиць Героїв Севастополя, Рев'якіна і Вокзальної. Після Другої світової війни названа на честь Василя Рев'якіна, Героя Радянського Союзу, керівника Комуністичної підпільної організації в тилу німців, що діяла в Севастополі у 1942—1944 роках.                                       | Площа Рев'якіна       |
| Святого Миколая             |      | 44°35′4″ пн. ш. 33°26′27″ сх. д. / 44.58444° пн. ш. 33.44083° сх. д.            | Розташована в Гагарінському районі, на перетині вулиць Борисова, Бориса Михайлова і проспекту Героїв Сталінграда | Площа Святого Миколая |
| Суворова                    |      | 44°36′21.63″ пн. ш. 33°31′39.21″ сх. д. / 44.6060083° пн. ш. 33.5275583° сх. д. | Розташована в Ленінському районі, на перетині вулиці Леніна і Тролейбусного узвозу. З'явилась 1983 року після перейменування площі Пушкіна. | Площа Суворова        |
| Ушакова                     |      | 44°36′5.07″ пн. ш. 33°31′26.25″ сх. д. / 44.6014083° пн. ш. 33.5239583° сх. д.  | Розташована в Ленінському районі. Одна з найстаріших площ міста, виникла у XVIII столітті. З 15 жовтня 1954 року носить ім'я Федіра Ушакова, російського флотоводця і адмірала. | Площа Ушакова         |
| Херсонеська                 |      | 44°36′35″ пн. ш. 33°29′34″ сх. д. / 44.60972° пн. ш. 33.49278° сх. д.           | Розташована в Гагарінському районі, у кінці вулиці Стародавньої, перед входом до Національного заповідника «Херсонеса Таврійського». | Херсонеська площа     |